# ملنس

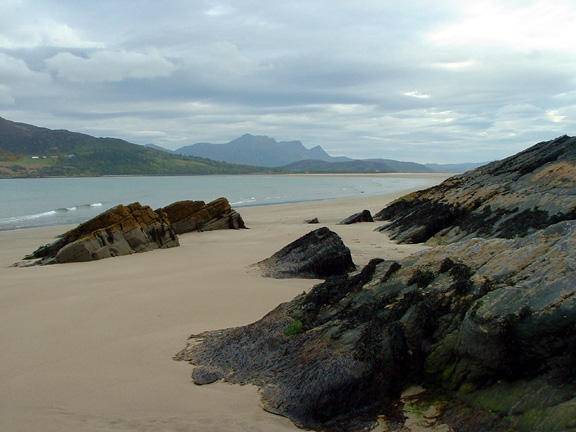
شاطئ ملنس.

ملنس (بالإنجليزية: Melness)‏ هي منطقة سكنية تقع في المملكة المتحدة في .